# FlyEgypt
FlyEgypt je egyptská charterová letecká společnost se sídlem v Káhiře.

## Historie
Letecká společnost byla založena v roce 2014 jako provozovatel charterových letů v jedné třídě a provoz zahájila 12. února 2015 letem mezi Káhirou a Džiddou. Dne 11. července 2015 zahájila týdenní sezónní provoz mezi Curychem a Marsa Alamem. V únoru 2016 byl dokončen audit IOSA, který letecké společnosti otevřel cestu k členství v IATA.
Německý Spolkový úřad pro letectví 5. prosince 2018 zrušil společnosti povolení k přistávání na německých letištích. Od 23. prosince 2018 bylo společnosti FlyEgypt opět povoleno přistávat v Německu, v důsledku čehož společnost koncem února 2019 oznámila, že plánuje převzít tři letadla Boeing 737 MAX 8 ještě v roce 2019 a na začátku roku 2020.

## Flotila
Od února 2022 se flotila společnosti FlyEgypt skládá z následujících letadel:
| Letadla          | V provozu | Objednávky | Cestující |
| ---------------- | --------- | ---------- | --------- |
| Boeing 737-700   | 2         | —          | 148       |
| Boeing 737-800   | 6         | —          | 189       |
| Boeing 737 MAX 8 | —         | 2          | 189       |
| Total            | 8         | 2          |           |